# Оленевское газоконденсатное месторождение
Оле́невское газоконденса́тное месторожде́ние (укр. Оленівське газоконденсатне родовище) — газоконденсатное месторождение в Крыму, расположенное в Черноморском районе Крыма. Относится к Причерноморско-Крымской нефтегазоносной области. Ближайший населённый пункт — село Оленевка.

## Характеристика
Приурочено к южной зоне антиклинальных складок Тарханкутского полуострова в центральной части Каркинитско-Северо-Крымского прогиба. Структура — субширотная брахиантиклиналь в отложениях палеогена. Структура обнаружена в XIX веке, разведано в 1930-х гг. Газоносные — известняки и мергели верхнего палеоцена. Промышленный приплыв газа получен в интервале толщиной 395—564 м. Режим залежей газовый. Коллектор трещинно-поровый характеризуется незначительным проникновением при высокой пористости (скложный подход трещинных зон). Начальный запас газа из добываемой категории А+В+С1 — 100 млн м³.